# Bypass (telefonia)
Bypass é um termo técnico relacionado a Central de Atendimento Telefônico (telefonia IP pela internet).
Recurso do sistema de DAC (PBX) que capacita conectar os agentes diretamente às linhas telefônicas embora esses aparelhos apresentem problemas ou, por qualquer razão, foram desligados.
Por exemplo, uma chave de bypass de manutenção permite ao pessoal de serviços fazer reparos no tronco (DAC) sem desligar os equipamentos de telefonia IP.